# Station Park
Der Station Park ist ein Fußballstadion in der schottischen Stadt Forfar, Angus. Die Anlage ist seit 1888 Heimspielstätte des  Fußballvereins Forfar Athletic und seit 2012 von Forfar Farmington aus der Scottish Women’s Premier League.

## Geschichte
Der Station Park ist eines der ältesten Fußballstadien, das in der Scottish Professional Football League noch als Spielstätte dient. Der im Jahr 1885 gegründete Fußballverein Forfar Athletic zog drei Jahre später in den Station Park. Er hat eine Kapazität von 6.777, davon 739 Sitzplätze. Die Rekordkulisse wurde im Jahr 1970 gegen die Glasgow Rangers aufgestellt und beträgt 10.780.
Das Gelände befand sich einst in der Nähe des Bahnhofs der Stadt, der an der Hauptstrecke der Caledonian Railway von Aberdeen nach Glasgow und London lag, aber dieser Bahnhof wurde 1968 geschlossen.
Das Stadion ermöglicht den Zugang zu allen vier Seiten des Spielfelds. Es gibt eine große Stehplatztribüne hinter dem Tor am westlichen Ende des Geländes. Dieser Bereich wird wegen des Viehmarktes direkt hinter der Mauer als „mert end“ bezeichnet und ist für Auswärtsfans reserviert, wenn Anlass und Anzahl eine Trennung der Fans erfordern. Eine Sitztribüne, die 1959 eröffnet wurde, befindet sich auf der Nordseite des Spielfelds. Es gibt eine überdachte Stehplatztribüne auf der Südseite des Geländes und weitere, nicht überdachte kleine Stehberreiche nach Osten und vor der Haupttribüne. Es ist geplant, die Haupttribüne in einem moderneren Stil mit verbesserter Ausstattung umzubauen.

## Galerie

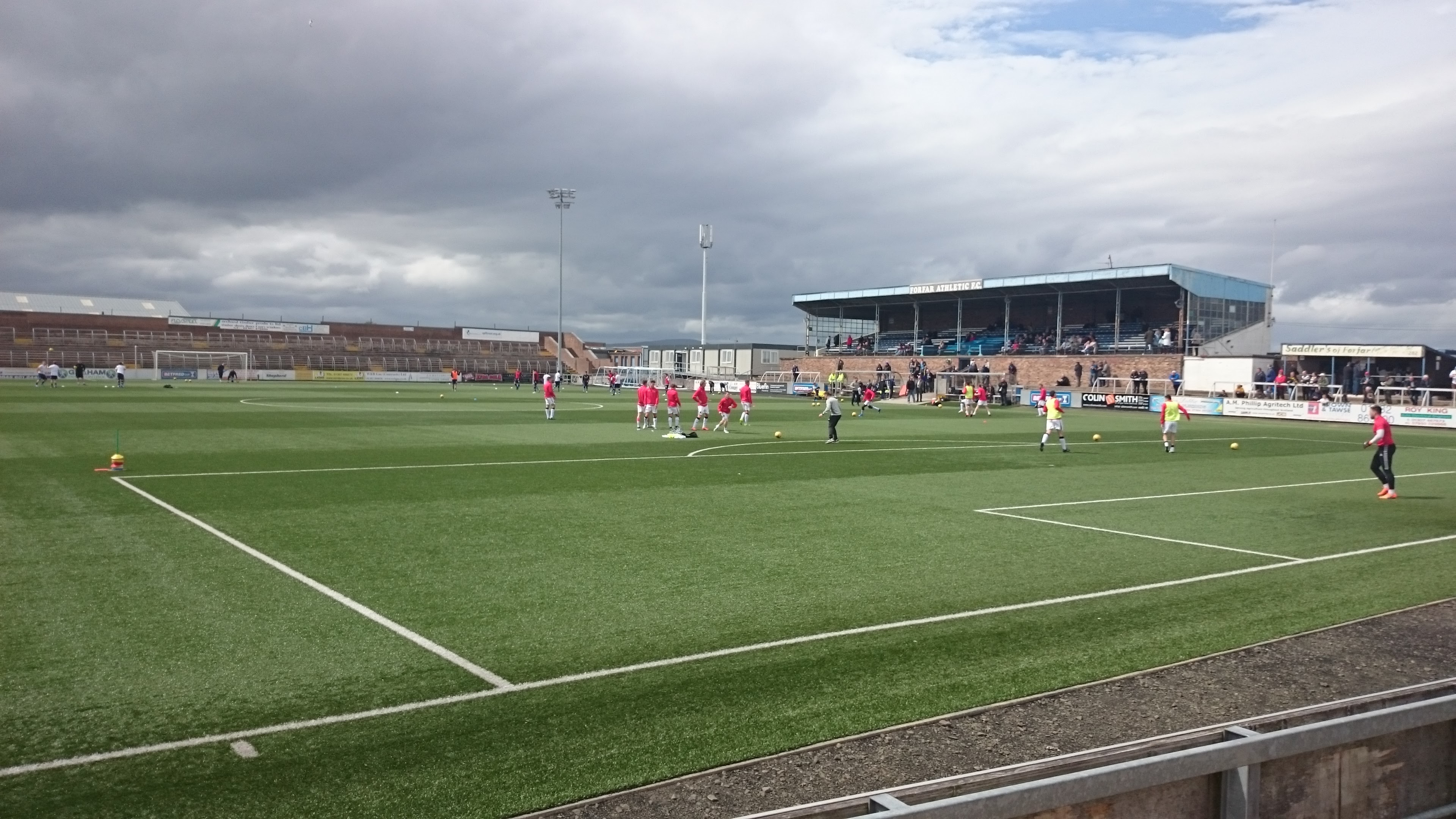
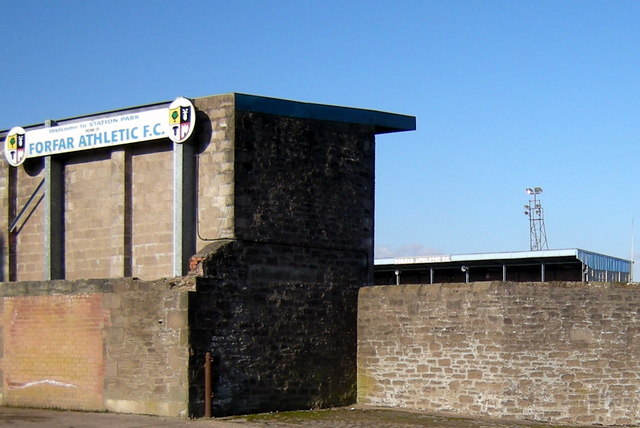